# Christophe Claro
Pour les articles homonymes, voir Claro (homonymie).
Christophe Claro, né à Paris le 14 mai 1962, plus connu sous le simple nom de Claro, est un écrivain, traducteur et éditeur français.

## Biographie
Christophe Claro passe son enfance en banlieue parisienne. Après des études de lettres supérieures au lycée Lakanal de Sceaux, il travaille en librairie de 1983 à 1986, et devient correcteur pour différentes maisons d'édition. Il publie son premier roman, Ezzelina, aux éditions Arléa en 1986. Sa première traduction depuis l'anglais, Kilomètre zéro de Thomas Sanchez, paraît en 1990.
Menant en parallèle ses activités d'écrivain et de traducteur, il publie ensuite régulièrement des romans et récits tout en traduisant de grands écrivains de la littérature anglo-saxonne contemporaine, parmi lesquels William T. Vollmann, Thomas Pynchon, Salman Rushdie, John Barth, Mark Z. Danielewski, James Flint, William H. Gass, Lucy Ellmann et Hubert Selby Jr. Il se décrit comme un « chasseur de trésors littéraires ».
Pour ses traductions, il obtient en 2003 le Prix Maurice-Edgar Coindreau de la SGDL.
Depuis 2004, Claro est en outre directeur avec Arnaud Hofmarcher de la collection de fiction américaine « Lot 49 » aux éditions Le Cherche midi.
Il est chroniqueur au Monde des livres de la rentrée 2017 à juillet 2019. Il est également membre du Collectif Inculte (aux côtés, entre autres d'Arno Bertina, Hélène Gaudy, Maylis de Kerangal, Mathias Enard...) et directeur éditorial des éditions Inculte.
Le 5 mai 2020, il demande au jury du prix Renaudot de retirer son roman La Maison indigène (Actes Sud) de sa liste de sélection, indiquant sur son blog, en pleine période de confinement liée à la pandémie de Covid-19 : « En ces temps où la question du masque est sur toutes les lèvres (à défaut du masque lui-même), je n'ai aucune envie de participer à quelque mascarade que ce soit ».

## Œuvres
- Ezzelina, Arléa, roman, 1986  (ISBN 2-86959-007-5)
- Insula Batavorum, roman, Arléa, 1989  (ISBN 2-86959-050-4)
- Dialogue entre un certain Du Casse et Jean-Baptiste Troppmann, assassins, La Pionnière, 1993  (ISBN 2-908092-06-9)
- Le Massacre de Pantin, ou L'Affaire Troppmann, récit, Fleuve noir, coll. Crime Story, 1994  (ISBN 2-265-04929-8)
- Éloge de la vache folle, roman, Fleuve noir, 1996  (ISBN 2-265-05953-6) réédité sous le titre Les Souffrances du jeune ver de terre, Actes Sud, coll. « Babel noir » no 100, 2014  (ISBN 978-2-330-02699-8)
- Livre XIX, éditions Verticales, 1997  (ISBN 2-84335-070-0)
- Enfilades, roman, Verticales, 1998  (ISBN 2-84335-008-5)
- Tout son sang brûlant, La Pionnière, 2000  (ISBN 2-90809-218-2)
- Chair électrique, Verticales, 2003  (ISBN 2-84335-150-2)
  - traduit en anglais (USA) par Brian Evenson (Electric Flesh, 2006).
- Bunker anatomie, Verticales, 2004  (ISBN 2-84335-206-1)
- Black Box Beatles, Naïve, coll. Naïve sessions, 2007  (ISBN 978-2-35021-098-8)
- Vers la grâce, Association minuscule, Miniatures, 2007  (ISBN 978-2-9528908-2-3)
- Madman Bovary, Verticales, 2008  (ISBN 978-2-07-011995-0)
- Le Clavier cannibale, Éditions Inculte, coll. « Temps réel », 2009  (ISBN 978-2916940151)
- Mille Milliards de milieux, Le Bec en l'Air éditeur, 2010
- CosmoZ, Actes Sud, 2010,  (ISBN 978-2742793198)
- Plonger les mains dans l'acide, Éditions Inculte, 2011,  (ISBN 978-2-916940-55-7)
- Tous les diamants du ciel, Actes Sud, 2012,  (ISBN 978-2-330010-11-9)
- Cannibale lecteur, Éditions Inculte, 2014,  (ISBN 979-10-91887-24-3)
- Les Souffrances du jeune ver de terre, Actes Sud, coll. « Babel noir » no 100, 2014  (ISBN 978-2-330-02699-8) Réédition sous un nouveau titre de Éloge de la vache folle, Fleuve noir, 1996
- Dans la queue le venin, L’Arbre vengeur, 2015,  (ISBN 979-10-91504-26-3)
- Crash-test, Actes Sud, 2015,  (ISBN 978-2-330-05334-5)
- Qui veut sauver le caïmantoultan ?, Tom Poche, 2015,  (ISBN 979-10-91978-50-7)
- Comment rester immobile quand on est en feu, Éditions de l'Ogre, 2016,  (ISBN 979-10-93606-26-2)
- Hors du charnier natal, Éditions Inculte Dernière Marge, 2017,  (ISBN 979-10-95086-37-6)
- Substance, Actes Sud, 2019,  (ISBN 978-2-330-12540-0)
- La Maison indigène, Actes Sud, 2020
- Sous d'autres formes nous reviendrons, Seuil, 2022  (ISBN 9782021497694)
- animal errant, retour d'abattoir :::, Flammarion, 2023
- Une seule lettre vous manque, L’œil ébloui, 2024  (ISBN 978-2-490364-41-1) [À propos de La Disparition de Georges Perec]
- Des milliers de rond dans l'eau, Actes Sud

## Quelques traductions de l'anglais
NB : Les dates indiquées sont celles de la première parution des œuvres en français, dans leur traduction par Claro.
- Thomas Sanchez, Kilomètre zéro, Seuil, 1990  (ISBN 2-02-010549-7)
- Paul Levine, L'Héritage empoisonné, Seuil, 1992  (ISBN 2-02-014156-6)
- Jerome K. Jerome, Journal d'un touriste, Arléa, 1993  (ISBN 2-86959-170-5)
- Mack Tanner, Les Anges de la mort, Fleuve noir, 1994  (ISBN 2-265-00416-2)
- Jack Cannon, Le Cannibale, Fleuve noir, 1994  (ISBN 2-265-04996-4)
- Jack Cannon, Chasse aux sorcières, Fleuve noir, 1994  (ISBN 2-265-04991-3)
- Jack Cannon, Doses mortelles, Fleuve noir, 1994  (ISBN 2-265-04994-8)
- Jack Cannon, Massacres à New-York, Fleuve noir, 1994  (ISBN 2-265-04995-6)
- Jack Cannon, Les Anges noirs, Fleuve noir, 1995  (ISBN 2-265-04992-1)
- Eric Knight, Rouge, impair et manque, Fleuve noir, 1995  (ISBN 2-265-04975-1)
- Sandra Scoppettone, Tout ce qui est à toi..., Fleuve noir, 1995  (ISBN 2-265-05634-0)
- Sandra Scoppettone, Je te quitterai toujours, Fleuve noir, 1996  (ISBN 2-265-05632-4)
- Sandra Scoppettone, Toi, ma douce introuvable, Fleuve noir, 1996  (ISBN 2-265-05633-2)
- Joe R. Lansdale, Juillet de sang, Fleuve noir, 1996  (ISBN 2-265-00034-5)
- Laurence Gough, Poissons noyés, Fleuve noir, 1996  (ISBN 2-265-00066-3)
- Nicholas Meyer, L'Honneur perdu du sergent Rollins, Fleuve noir, 1997  (ISBN 2-265-00112-0)
- Colin Harrison, Manhattan nocturne, Belfond, 1997  (ISBN 2-7144-3471-1)
- Eric Frank Russell, Les Faiseurs de crimes, Fleuve noir, 1998  (ISBN 2-265-04946-8)
- William T. Vollmann, Treize Récits et treize épitaphes, Christian Bourgois, coll. Fictives, 1999  (ISBN 2-267-01483-1)
- William T. Vollmann, Des putes pour Gloria, Christian Bourgois, coll. Fictives, 1999  (ISBN 2-267-01482-3)
- William T. Vollmann, Récits arc-en-ciel, Christian Bourgois, coll. Fictives, 2000  (ISBN 2-267-01545-5)
- Dennis Cooper, Guide, P.O.L, 2000  (ISBN 2-86744-779-8)
- Salman Rushdie, Furie, Plon, 2001  (ISBN 2-259-19516-4)
- Thomas Pynchon, Mason & Dixon, Seuil, 2001 (en collaboration avec Brice Matthieussent)  (ISBN 2-02-032792-9)
- Mark Z. Danielewski, La Maison des feuilles, Denoël, 2002  (ISBN 2-207-25200-0) (Prix Maurice-Edgar Coindreau 2003[5])
- John Barth, Le Courtier en tabac, Le Serpent à plumes, 2002  (ISBN 2-84261-358-9) (Prix Maurice-Edgar Coindreau 2003[5])
- James Flint, Habitus, Au Diable Vauvert, 2002  (ISBN 2-84626-038-9)
- Dennis Cooper, Frisk, P.O.L, 2002  (ISBN 2-86744-923-5)
- Dennis Cooper, Try, P.O.L, 2002  (ISBN 2-867-44521-3)
- Michael Gira, La Bouche de Francis Bacon, Le Serpent à plumes, 2002  (ISBN 2-84261-392-9)
- Arthur Bradford (en), Le Chien de ma chienne, Denoël, 2003  (ISBN 2-207-25472-0)
- Michael Turner, Le Poème pornographe, Au Diable Vauvert, 2003  (ISBN 2-84626-055-9)
- William Gaddis, Agonie d'Agapè, Plon, 2003  (ISBN 2-259-19827-9)
- David Rees, Putain, c'est la guerre !, Denoël Graphic, 2003  (ISBN 2-207-25490-9)
- Mark Z. Danielewski, Les Lettres de Pelafina, Denoël, 2003  (ISBN 2-207-25551-4)
- Christopher Miller, Variations en fou majeur, Seuil, 2004  (ISBN 2-020-56847-0)
- William T. Vollmann, La Famille royale, Actes Sud, 2004  (ISBN 2-7427-5205-6)
- Kathy Acker, Sang et stupre au lycée, Désordres-L. Viallet, 2004  (ISBN 2-268-05336-9)
- Mark Leyner, Mégalomachine, Le Cherche midi, coll. Lot 49, 2004  (ISBN 2-74910-296-0)
- James Flint, Douce Apocalypse : 12 Récits pour le nouveau millénaire, Au Diable Vauvert, 2004  (ISBN 2-84626-070-2)
- Nicholson Baker, Contrecoup, Le Cherche midi, coll. Lot 49, 2004  (ISBN 2-74910-374-6)
- Brian Evenson, Contagion, Le Cherche midi, coll. Lot 49, 2005  (ISBN 2-74910-346-0)
- Hubert Selby Jr, Waiting Period, Flammarion, 2005  (ISBN 2-08-068604-6)
- Salman Rushdie, Shalimar le clown, Plon, 2005  (ISBN 2-259-19343-9)
- Ben Marcus (en), Le Silence selon Jane Dark, Le Cherche midi, coll. Lot 49, 2006  (ISBN 2-7491-0552-8)
- William T. Vollmann, Les Fusils, Le Cherche midi, coll. Lot 49, 2006  (ISBN 2-7491-0515-3)
- William H. Gass, Le Tunnel, Le Cherche midi, coll. Lot 49, 2007  (ISBN 978-2-74910-551-2)
- Mark Z. Danielewski, O Révolutions, Denoël, 2007  (ISBN 978-2-20725-903-0)
- William T. Vollmann, Central Europe, Actes Sud, 2007  (ISBN 978-2-7427-6905-6)
- Anthony Penrose, Les Vies de Lee Miller, Thames & Hudson, 2007  (ISBN 978-2-87811-286-3)
- Sarnath Banerjee, Calcutta, Denoël Graphic, 2007  (ISBN 978-2-207-25939-9)
- Joey Goebel, Torturez l'artiste !, H. d'Ormesson, 2007  (ISBN 978-2-35087-055-7)
- David Markson, Arrêter d'écrire, Le Cherche midi, coll. Lot 49, 2007  (ISBN 978-2-7491-1001-1)
- William T. Vollmann, Pourquoi êtes-vous pauvres ?, Actes Sud, 2008  (ISBN 978-2-74277-767-9)
- J. Eric Miller, Décomposition, Lattès/Le Masque, 2008  (ISBN 978-2-70243-386-7)
- Thomas Pynchon, Contre-jour, Seuil, coll. Fiction & Cie, 2008  (ISBN 978-2-02095-004-6)
- Viken Berberian, Das Kapital, Gallmeister, 2009  (ISBN 978-2-35178-022-0)
- Vikram Seth, Golden Gate, Grasset, 2009  (ISBN 978-2-246-67441-2)
- Paul Verhaeghen, Oméga mineur, Le Cherche midi, 2010  (ISBN 978-2-7491-1347-0)
- Lou Reed, Lulu, Seuil, coll. Fiction & Cie, 2011
- J. Eric Miller, Défense des animaux et pornographie, Passage du Nord-Ouest, 2010
- William T. Vollmann, Étoile de Paris, Actes Sud, 2010
- Chuck Palahniuk, Snuff, Sonatine Éditions, 2012
- Viken Berberian, Le Cycliste, Au Diable Vauvert, 2012  (ISBN 978-2-84626-425-9)
- Eleni Sikelianos, Le livre de Jon, Actes Sud, 2012
- Mark Leyner, Exécution !, Le Cherche midi, coll. Lot 49, 2012
- Richard Elman (en), Taxi Driver, Éditions Inculte, 2012
- Christopher Miller, L'univers de carton, Le Cherche midi, coll. Lot 49, 2014
- Brian DeLeeuw, L'innocence, Super8 Editions, 2014
- Brian Evenson, La langue d'Altmann, Le Cherche midi, coll. Lot 49, 2015
- Mark Leyner, Divin scrotum, Le Cherche midi, coll. Lot 49, 2015
- William H. Gass, Le Musée de l'inhumanité, Le Cherche midi, coll. Lot 49, 2015
- William T. Vollmann, Les anges radieux, Actes Sud, 2016
- David Duchovny, Oh la vache !, Grasset, 2016
- Sergio De La Pava (en), Une singularité nue, Le Cherche midi, coll. Lot 49, 2016
- Jason Hrivnak, La Maison des Épreuves, Éditions de l'Ogre, 2017
- Anne Carson, Atelier Albertine, Seuil, coll. Fiction & Cie, 2017
- Viken Berberian, La Structure est pourrie, camarade, Actes Sud, 2017
- Alan Moore, Jérusalem, Inculte, 30 août 2017
- Lucy Ellmann, Les Lionnes, Seuil, 2020
- Charlie Kaufman, Antkind, Éditions du sous-sol, 2022
- Jessica Au (en), Pour qu'il neige, Grasset, 2023  (ISBN 978-2246829409)

## Récompenses et distinctions
- 2003 : Prix Maurice-Edgar Coindreau (de la SGDL) pour ses traductions depuis l'anglais de La Maison des feuilles de Mark Z. Danielewski, et Le Courtier en tabac de John Barth[5].